# Kerstin Casparij
Kerstin Yasmijn Casparij (* 19. August 2000 in Alphen aan den Rijn) ist eine niederländische Fußballspielerin. Sie steht derzeit bei Manchester City unter Vertrag und spielte 2021 erstmals für die niederländische Nationalmannschaft.

## Karriere

### Vereine
Kerstin Casparij spielte im Alter von 15 Jahren erstmals für SC Heerenveen in der Eredivisie. Nach zwei Jahren wechselte sie zu VV Alkmaar, ehe sie nach einer Saison wieder zum SC Heerenveen zurückkehrte. Dort spielte sie für zwei weitere Spielzeiten. Im Jahr 2020 wechselte sie zum FC Twente Enschede. Am 26. Juli 2022 wurde sie von Manchester City für drei Jahre verpflichtet. In der Qualifikation zur UEFA Women’s Champions League 2022/23 wurde sie im Halbfinale des Platzierungsweg, das mit 6:0 gegen FC Tomiris-Turan gewonnen wurde, eingesetzt. Im mit 0:1 gegen Real Madrid verlorenen Finale der Qualifikation saß sie nur auf der Bank.

### Nationalmannschaft
Casparij spielte zunächst für die Nachwuchsnationalmannschaften des KNVB der Altersklassen U15, U16, U17, U19 und U23. Am 22. Oktober 2021 kam sie erstmals für die A-Nationalmannschaft zum Einsatz, als sie im Spiel gegen Zypern für Daniëlle van de Donk eingewechselt wurde.  Am 31. Mai wurde sie für die EM-Endrunde nominiert. Bei der EM wurde sie in zwei Gruppenspielen jeweils eingewechselt und im Viertelfinale, das in der Verlängerung gegen Frankreich verloren wurde, ausgewechselt.
Am 30. Juni 2023 wurde sie für die WM-Endrunde nominiert, kam in jedem der fünf Spiele ihres Teams zum Einsatz und schied mit ihrer Mannschaft im Viertelfinale gegen die Spanierinnen nach Verlängerung aus.
Sie wurde auch für die EM-Endrunde 2025 nominiert: Dort kam sie in den drei Gruppenspielen zum Einsatz, nach denen die Niederländerinnen ausschieden.

## Erfolge
- Eredivisie: 2020/21, 2021/22
- Eredivisie-Cup: 2021/22